# Copa Africana de Naciones 1962
La Copa Africana de Naciones de 1962 fue la tercera edición del torneo africano más importante de selecciones de fútbol. El mismo fue organizado por Etiopía entre el 14 de junio de 1962 y el 21 de junio del mismo año. Por segunda ocasión consecutiva, el equipo organizador, se coronó campeón del continente.
En la final se enfrentaron Etiopía contra República Árabe Unida, la selección organizadora se llevó el título tras ganar por 4 a 2.

## Sede
| Addis Ababa            | Addis Ababa |
| Hailé Sélassié Stadium | Addis Ababa |
| Capacidad: 30,000      | Addis Ababa |
|                        | Addis Ababa |

## Equipos participantes
Para el proceso de clasificación, véase Clasificación para la Copa Africana de Naciones de 1962
En cursiva los debutantes.
| Equipos participantes | Equipos participantes | Equipos participantes | Equipos participantes |
| --------------------- | --------------------- | --------------------- | --------------------- |
| República Árabe Unida | Etiopía               | Túnez                 | Uganda                |

## Fase final
|  | Semifinales             | Semifinales             |   |                         | Final                   | Final |  |
|  |                         |                         |   |                         |                         |       |  |
|  |                         |                         |   |                         |                         |       |  |
|  | Adís Abeba, 14 de junio |                         |   |                         |                         |       |  |
|  | Etiopía                 | 4                       |   |                         |                         |       |  |
|  | Túnez                   | 2                       |   |                         |                         |       |  |
|  |                         |                         |   |                         |                         |       |  |
|  |                         |                         |   |                         | Adís Abeba, 20 de junio |       |  |
|  |                         |                         |   |                         | Etiopía                 | 4     |  |
|  |                         | República Árabe Unida   | 2 |                         |                         |       |  |
|  |                         |                         |   |                         |                         |       |  |
|  |                         |                         |   |                         |                         |       |  |
|  |                         |                         |   |                         | Tercer lugar            |       |  |
|  | Adís Abeba, 18 de junio | Adís Abeba, 18 de junio |   | Adís Abeba, 21 de junio | Adís Abeba, 21 de junio |       |  |
|  | República Árabe Unida   | 2                       |   | Túnez                   | 3                       |       |  |
|  | Uganda                  | 1                       |   |                         | Uganda                  | 0     |  |

### Semifinales
| 14 de junio de 1962 | Etiopía                                 | 4:2 (2:2) | Túnez                       | Estadio de Adís Abeba, Adís Abeba |                                 |
|                     | Vassalo 32' 75' · Tekle 36' · Worku 69' |           | Merrichkou 14' · Chérif 30' | Asistencia: 30 000 espectadores   | Asistencia: 30 000 espectadores |

| 18 de junio de 1962 | RAU                    | 2:1 (0:1) | Uganda       | Estadio de Adís Abeba, Adís Abeba |  |
|                     | Fattah 50' · Selim 57' |           | Jonathan 17' |                                   |  |

### Tercer lugar
| 20 de junio de 1962 | Túnez                                 | 3:0 (1:0) | Uganda | Estadio de Adís Abeba, Adís Abeba |                        |
|                     | Jedidi 3' · Laaouini 54' · Meddab 86' |           |        | Árbitro(s): M. Lorenzo            | Árbitro(s): M. Lorenzo |

### Final
| 21 de junio de 1962 | Etiopía                                    | 4:2 (0:1) | RAU             | Estadio de Adís Abeba, Adís Abeba                         |                                                           |
|                     | Tekle 74' · Worku 84', 119' · Vassalo 101' |           | Fattah 35', 75' | Asistencia: 30 000 espectadores Árbitro(s): Wilson Brooks | Asistencia: 30 000 espectadores Árbitro(s): Wilson Brooks |

|                             |
| Bandera de Etiopía          |
| Campeón Etiopía 1.er título |

## Clasificación general
| Equipo | Equipo  | Pts | PJ | PG | PE | PP | GF | GC | Dif | Rend |
| ------ | ------- | --- | -- | -- | -- | -- | -- | -- | --- | ---- |
| 1      | Etiopía | 4   | 2  | 2  | 0  | 0  | 8  | 4  | 4   | 100% |
| 2      | RAU     | 2   | 2  | 1  | 0  | 1  | 4  | 5  | -1  | 50%  |
| 3      | Túnez   | 2   | 2  | 1  | 0  | 1  | 5  | 4  | 1   | 50%  |
| 4      | Uganda  | 0   | 2  | 0  | 0  | 2  | 1  | 5  | -4  | 0%   |

## Goleadores
3 goles
| - Mengistu Worku | - Badawi Abdel Fattah |  |

2 goles
| - Girma Tekle | - Luciano Vassalo |  |

1 gol
| - Italo Vassalo - Moncef Chérif - Mohamed Salah Jedidi | - Chedly Laaouini - Rached Meddab - Ammar Merrichkou | - John Bunyenyezi - Saleh Selim |